# Memoriale della deportazione degli ebrei dalla Francia

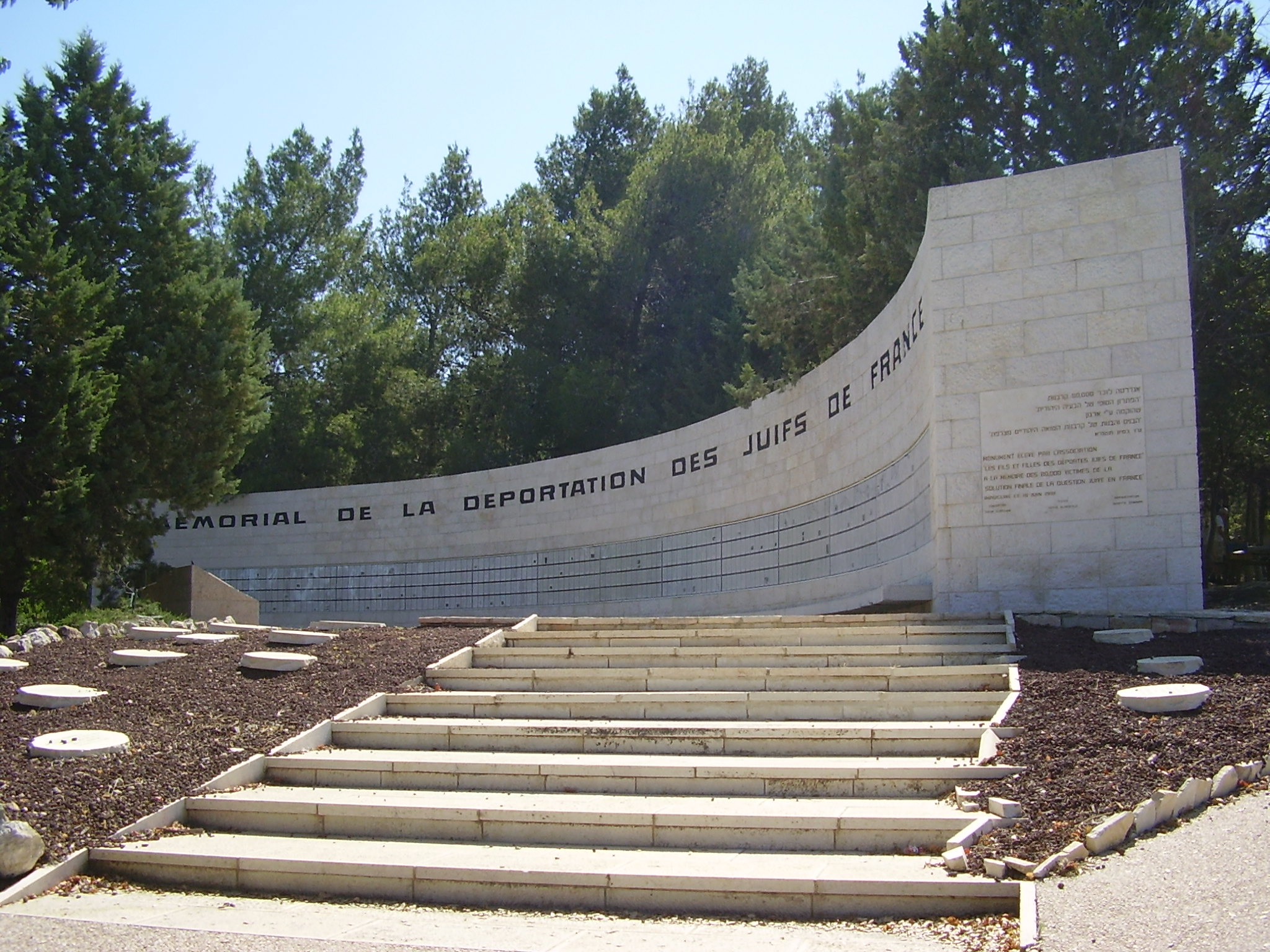
Il memoriale a Bet Shemesh.

Il Memoriale della deportazione degli ebrei dalla Francia (in ebraico: יָד לִגֵּירוּשׁ יְהוּדֵי צָרְפַת, translit.: Yad li-Geyrūš Yəhūdey Tsarfat) è un memoriale realizzato in Israele, commemora la deportazione degli ebrei dalla Francia durante gli anni del nazionalsocialismo.

## Descrizione
Situato in una pineta vicino a Bet Shemesh, vicino a Moshav Neve Michael nella valle di Elah, il sito è stato costruito su iniziativa dell'Association des Fils et Filles des Déportés Juifs de France, presieduta da Beate Klarsfeld e Serge Klarsfeld, e inaugurato il 18 giugno 1981. Il progetto è stato sviluppato da Simon Guerchon.
Il memoriale misura 100 metri di lunghezza e 13 metri di altezza, sul memoriale si trovano tutte le pagine del libro omonimo, Mémorial de la Déportation des Juifs de France, pubblicato da Serge e Beate Klarsfeld nel 1978, riprodotto su pannelli in fibra di vetro: contiene i convogli delle deportazioni, nomi e cognomi, data e luogo di nascita dei deportati. La pineta intorno al memoriale conta 80.000 alberi in memoria degli 80.000 ebrei deportati dalla Francia, è stata piantumata dal Fondo nazionale ebraico.
Ogni anno presso il monumento si svolgono due celebrazioni: 
- lo Yom HaShoah, il Giorno della Memoria della Shoah (27 nisan, aprile/maggio), quando i membri dell'UNIFAN (Unione degli immigrati dalla Francia, dal Nord Africa e dalla Francofonia) tengono una cerimonia di commemorazione alla presenza di una delegazione dell'ambasciata francese;
- il 16 luglio, anniversario del Rastrellamento del Velodromo d'Inverno a Parigi, i membri dell'Associazione dei bambini israeliani nascosti in Francia durante la Shoah, rendono omaggio ai loro parenti al Memoriale.[3]